# پریش واشینگتن (لوئیزیانا)
واشینگتن پریش (به انگلیسی: Washington Parish) یک قصبه در ایالات متحده آمریکا است که در لوئیزیانا واقع شده‌است.

## خصوصیات
واشینگتن پریش ۱٬۷۵۰٫۸۴ کیلومترمربع مساحت دارد.